# Varvara Flink
Varvara Aleksándrovna Flink (ruso: Варвара Александровна Флинк; nació el 13 de diciembre de 1996) es una jugadora de tenis rusa. Su mejor clasificación en la WTA ha sido el número 166 del mundo, logrado en febrero de 2019. En dobles alcanzó el número 471 del mundo, en abril de 2013. 
Hasta la fecha, ha ganado 5 títulos individuales y dos títulos de dobles en el circuito ITF.
Flink hizo su debut en el WTA en Bakú Cup 2012, donde perdió en la primera ronda del torneo de sencillos ante la tailandesa Tamarine Tanasugarn por 6-3, 3-6 y 2-6. En dobles, se asoció con Patricia Mayr-Achleitner para llegar a los cuartos de final, donde perdieron a Eva Birnerova y Alberta Brianti por 4-6, 2-6.
En el circuito junior de la ITF, Flink logra su más alto ranking el cual fue la número 6 del mundo, después de su victoria en el grado A de la Copa Gerdau en Brasil en marzo de 2013. Más tarde en ese año, logró un mayor éxito, llegando a la final en la Copa de Osaka y ganar el Dunlop Orange Bowl. Ella terminó el año con la número 3 del mundo en junior.

## Títulos ITF

### Individual (5)
| Torneos de $100,000 |
| Torneos de $80,000  |
| Torneos de $60,000  |
| Torneos de $25,000  |
| Torneos de $15,000  |
| Torneos de $10,000  |

| Títulos por superficie |
| ---------------------- |
| Dura (1)               |
| arcilla (3)            |
| hierba(0–0)            |
| Carpet (0)             |

| N.º | Fecha               | Torneo               | Superficie | Oponentes           | Resultado     |
| --- | ------------------- | -------------------- | ---------- | ------------------- | ------------- |
| 1.  | 21 de mayo de 2017  | Antalya, Turkey      | arcilla    | María Lourdes Carlé | 6–4, 7–6(7–5) |
| 2.  | 8 de abril de 2018  | Antalya, Turkey      | arcilla    | Nina Potočnik       | 6–4, 6–4      |
| 3.  | 14 de abril de 2018 | Shymkent, Kazakhstan | arcilla    | Gozal Ainitdinova   | 6–4, 6–4      |
| 4.  | 21 de abril de 2018 | Shymkent, Kazakhstan | arcilla    | Polina Golubovskaya | 6–0, 6–3      |
| 5.  | 27 de enero de 2019 | Kazan, Rusia         | Dura       | Anastasia Gasanova  | 6–2, ret.     |

### Dobles (2)
| Torneos de $100,000 |
| Torneos de $75,000  |
| Torneos de $50,000  |
| Torneos de $25,000  |
| Torneos de $15,000  |
| Torneos de $10,000  |

| N.º | Fecha                  | Torneos                 | Superficie | Pareja                  | Oponentes                             | Resultado |
| --- | ---------------------- | ----------------------- | ---------- | ----------------------- | ------------------------------------- | --------- |
| 1.  | 3 de noviembre de 2012 | Monastir, Túnez         | Dura       | Jaimy-Gayle van de Wal  | Valeria Podda Lisanne van Riet        | 6–3, 6–2  |
| 2.  | 3 de octubre de 2015   | Sharm el-Sheikh, Egipto | Dura       | Veronica Miroshnichenko | Jacqueline Cabaj Awad Martina Přádová | 6–3, 6–4  |